# 데드 센터 (공학)

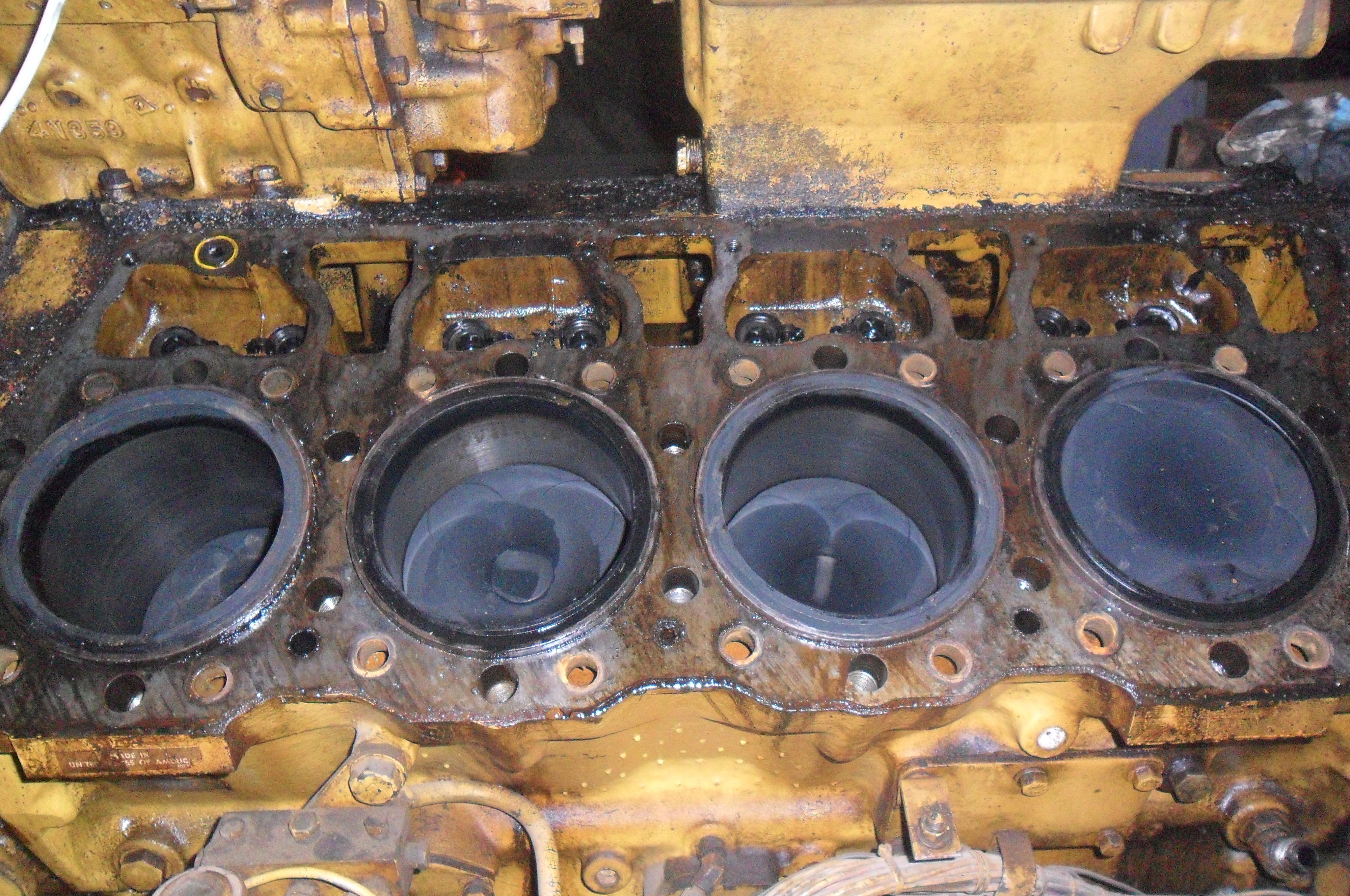
피스톤의 위치

왕복 기관에서 데드 센터(dead center) 또는 사점은 피스톤이 크랭크축에서 가장 멀거나 가장 가까운 위치이다. 전자를 상사점(top dead centre, TDC), 후자를 하사점(bottom dead centre. BDC)이라고 한다.
보다 일반적으로, 사점은 적용된 힘이 축을 따라 직선인 크랭크의 모든 위치이다. 즉 회전력이 적용될 수 없음을 의미한다. 외발자전거, 자전거, 삼륜차, 다양한 유형의 프레스기, 가솔린 엔진, 디젤 엔진, 증기 기관차 및 기타 증기기관을 포함하여 많은 종류의 기계가 크랭크 구동된다. 크랭크 구동 기계는 플라이휠에 저장된 에너지에 의존하여 데드 센터를 극복하거나 다중 실린더 엔진의 경우 모든 크랭크에 데드 센터가 동시에 존재할 수 없도록 설계되었다. 증기 기관차는 후자의 예이며, 커넥팅 로드는 각 실린더의 사점이 다른 하나(또는 그 이상의) 실린더와 위상이 다르게 발생하도록 배열된다.